# Линдси, Александр, 2-й граф Кроуфорд
Александр Линдси (англ. Alexander Lindsay; приблизительно 1387 — после 31 марта 1439) — шотландский аристократ, 11-й барон Кроуфорд и 2-й граф Кроуфорд с 1407 года.

## Биография
Александр Линдси принадлежал к знатному англо-шотландскому роду, известному с XI века и владевшему баронией Кроуфорд на юге Ланаркшира. Он родился приблизительно в 1387 году в семье Дэвида Линдси, 1-го графа Кроуфорда, и Элизабет Стюарт, дочери короля Шотландии Роберта II. Король Яков I на своей коронации 21 мая 1424 года посвятил Лидси в рыцари. В 1424—1427 годах сэр Дэвид был в числе заложников, которых Яков передал англичанам. Граф умер после 31 марта 1439 года.
Граф был женат на Марджори Данбар, дочери Дэвида Данбара. В этом браке родились:
- Дэвид (умер в 1445), 3-й граф Кроуфорд[3];
- Элизабет, жена сэра Саймона Глендонвина[5][6];
- Джанет, жена Уильяма Дугласа, 6-го графа Дугласа[5][7][8];
- Кристиан, жена Уильяма Дугласа из Лохлевена, Джона Уэмисса и сэра Джеймса Окинлека[9][10].